# 193-я стрелковая дивизия (2-го формирования)
193-я стрелковая дивизия — войсковое соединение РККА СССР во Второй мировой войне.

## История
193-я стрелковая дивизия формировалась согласно директиве НКО № ОРГ/3214 от 28 ноября 1941 года с 20 декабря 1941 года по 6 мая 1942 года Южно-Уральским военным округом в Сорочинске Чкаловской (Оренбургской) области. 10 декабря 1941 года от имени секретаря Чкаловского обкома ВКП(б) в Сорочинский райком партии отправили секретную телеграмму, в которой указывались требования по размещению новой дивизии.
Соединение получило номер дивизии, потерявшей личный состав, технику в первые месяцы войны и расформированной по этой причине, — № 418. Но решением заместителя НКО от 5 января 1942 года дивизии присвоили новый номер — 193.
В архивных документах Южно-Уральского военного округа сохранился список рядового состава 193-й стрелковой дивизии на 12 марта 1942 года. По штату числилось — 8148 человек, участников Великой Отечественной войны — 566, казахов — 4228 (51 %), русских — 2296 (26 %), украинцев — 818 (10 %). В дивизию на протяжении всего военного времени поступали бойцы узбекской, казахской и других национальностей. Перед отправкой на фронт дивизию укомплектовали участниками боёв с гитлеровцами: штатная численность — 12778, фронтовиков — 1416 (11,1 %); начальствующий состав — 461, в том числе фронтовиков — 274; фронтовики младшего начсостава — 450.
Боевое крещение дивизия приняла 12 июня 1942 года в Воронежской области. С июля 1942 года 193-я стрелковая дивизия на Брянском фронте; она держала оборону в районе Задонска на пути вражеских войск, рвавшихся к Воронежу. В ночь с 26 на 27 июля 1942 года дивизия понесла большие потери и была направлена на доукомплектование в Курган. 
В августе 1942 года она получила пополнение из моряков Тихоокеанского флота и Амурской речной флотилии (1000 человек), а также курсантов уральских военных училищ (5000 человек). В её состав влились вылечившиеся в госпиталях фронтовики, призванные из запаса местные жители. 
Дивизия была отправлена в Сталинград. Переправившись через Волгу 26 и 27 сентября под непрерывным огнём артиллерии, подразделения дивизии 28 сентября заняли оборону. Один из полков соединения — 685-й — с 23 сентября 1942 в течение нескольких дней вёл ожесточённые бои в составе 13-й гвардейской стрелковой дивизии под командованием Героя Советского Союза генерал-полковника А. И. Родимцева. Перед ней была поставлена задача оборонять район рабочего посёлка и завод «Красный Октябрь». В город перевели всю артиллерию, за исключением гаубичных батарей, что позволяло успешно отражать танковые атаки противника. В боях за Сталинград отличился пулемётчик В. Карташов, уничтоживший в бою 15 октября 1942 года 80 гитлеровцев. Наводчик Карпов до последней минуты вёл непрерывный огонь по врагу и погиб смертью героя под обломками стены, рухнувшей от прямого попадания вражеского снаряда. Рядовой 1-й роты 883-го стрелкового полка Михаил Паникаха, охваченный огнём разбитой вражеской пулей бутылки с зажигательной смесью, поджег фашистский танк второй бутылкой, сгорев сам заживо.
Геройству чкаловцев высокую оценку дал в своих книгах «Начало пути», «Сражение века» маршал В. И. Чуйков, командующий 62-й армией, куда входила 193-я стрелковая дивизия. Она нанесла большие потери противнику: убито и ранено 11250 солдат и офицеров, уничтожено орудий — 17, пулемётов — 17, миномётов — 27 и т. д. Через месяц боёв от дивизии осталось не более полка. Особо отличившиеся в Сталинградской битве 55 соединений и частей наградили орденами. За массовый героизм в Сталинградской битве дивизию генерала Ф. Н. Смехотворова удостоили ордена Красного Знамени. В январе 1943 года дивизия вновь доукомплектовывалась, основную массу пополнения составляли призывники с Дальнего Востока. Войдя в состав 65-й армии генерала П. И. Батова, соединение находилось в её рядах до конца войны.
В феврале 1943 дивизия в составе вновь созданного Центрального фронта, которым командовал Рокоссовский К. К., была направлена за 700 км на запад в район г. Дмитровск-Орловский Дмитровского района Курской (с 14.07.1944 Орловской) области для окружения и уничтожения Орловской группировки противника. Наступление первоначально было назначено на 14.02.1943. Из-за сжатых сроков переброски большой группировки войск на большое расстояние по однонаправленной узкоколейке воинские подразделения не были готовы к назначенному сроку к ведению боевых действий и наступление было перенесено на 26.02.1943.
В начале марта 1943 года понесла большие потери в ходе боевых действий на подступах к г. Дмитровск-Орловский в районе населённых пунктов: Алешинка, Березовка, Виженка, М.-Боброво, Кальной, Кочетовка, Промклево, Сторожище, Талдыкино, Трояново, Халчевка и др. Воины, первоначально захороненные в Виженке, Кальном, Кочетовке, после окончания войны были перезахоронены в братскую могилу в с. Промклево. Со второй декады марта дивизия перешла к обороне, сформировав один из участков северо-западного фаса Курской дуги. В конце марта была направлена во 2-й эшелон для принятия пополнения.
За весь период боев на Центральном фронте с 20 февраля по 20 октября 1943 года дивизия освободила от противника 213 населённых пунктов, среди них города Севск, Шостка, Новгород-Северский, форсировала реки Сев, дважды реку Десна, Сож. В октябре 1943 года первой из армейских соединений дивизия переправилась через Днепр, обеспечив плацдарм для наступления советских войск на г. Гомель. Ей присвоили почётное наименование Днепровская. Указом Президиума Верховного Совета СССР от 30 октября 1943 года за образцовое выполнение боевых задач командования на фронте борьбы с немецкими захватчиками звание Героя Советского Союза получил 51 человек. Среди них — комбат — майор В. Ф. Нестеров, парторг батальона младший лейтенант И. В. Цымбал, командир взвода лейтенант В. Н. Безценный, сержант И. Я. Спицин, артиллеристы Ф. В. Вислевский, А. Ф. Дьячков, пулемётчик А. В. Новиков, командир 685-го стрелкового полка А. Г. Никонов, сапёры И. В. Ильгачев, П. В. Нестерович и другие.
Дивизия за январь 1944 года с боями освободила от противника 33 населённых пункта и одну железнодорожную станцию, среди них Речица, Василевичи, Калинковичи. Указом Президиума Верховного Совета СССР от 11 июля 1944 года дивизию наградили орденом Ленина за участие в операции «Багратион» — в разгроме Бобруйской группировки врага. Личный состав дивизии приказом Верховного Главнокомандующего за форсирование реки Щара и овладение г. Барановичи дважды получил благодарность. 1 августа 1944 года она вышла на государственную границу в районе Беловежской пущи. В формуляре соединения в октябре 1944 года сделана запись: «Несмотря на превосходство сил противника в тяжёлых оборонительных боях личный состав дивизии показал выносливость и умение взаимодействовать с артиллерией, танками, авиацией, а офицерский состав при этом умение управлять боем, при явном превосходстве противника в живой силе и технике».
Бои за освобождение Польши дивизия вела на Наревском плацдарме севернее Варшавы, где выдержала мощный контрудар. Зимой 1945 года форсировала Вислу южнее Грауденца (Граудзендза), освобождала сотни польских селений, сражаясь за Данциг (Гданьск) и Штеттин (Щецин), форсировала Одер. За отличия в боях на польской земле 685-й стрелковый и 384-й артиллерийские полки получили почётное наименование Плоньских, 883-й стрелковый — Гданьского. За успешное выполнение заданий и наступательные операции в январе 1945 года дивизию и её полки представили к награждению орденами Красное Знамя. Дивизия, действуя в составе 105 СК, за период наступательной операции в январе 1945 года нанесла крупные поражения частям немецко-фашистских войск. Противник потерял убитыми — 1420, ранеными — 3460, взято в плен — 129 солдат и офицеров. Орденом Суворова соединение было отмечено за освобождение Западной Белоруссии и Польши, орденом Кутузова оно было награждено за форсирование Одера и за победы в боях за города Штеттин, Штральзунд и Барта.
На боевом счету 193-й дивизии более 100 тысяч истреблённых фашистов, взято в плен около 2300 гитлеровцев, уничтожено и захвачено 46 самолётов, 196 танков, 94 самоходных и 482 полевых орудия разных калибров, 600 миномётов, более 1300 пулемётов, 7 тысяч винтовок и автоматов. Дивизия форсировала 16 сильно укреплённых водных преград, таких, как реки Десна, Днепр, Западный Буг, Нарев, Висла, Одер. Четырнадцать раз Верховный Главнокомандующий объявлял благодарности личному составу соединения за отличные боевые действия. 14 раз салютовала Родина 193-й дивизии. 12 воинов приняли участие в Параде Победы 24 июня 1945 года.
Знамя дивизии пронесли по Красной площади Герои Советского Союза И. Р. Косяк, И. П. Красильников и А. Ф. Самусев. В городах, которые освобождала 193-я дивизия, созданы в её честь музеи. Наиболее известные из них: Севский — при школе № 2 г. Севск, считающийся лучшим, и Барановический — при ПТУ № 18.
193-я Днепровская стрелковая дивизия героически сражалась за Сталинград в составе 62-й армии, на Курской дуге, на Украине, воспитала в своих рядах 54 Героя Советского Союза. На её боевых знаменах четыре ордена. Воины этого соединения прошли боевой путь от берегов Волги до Берлина.

## Награды
- 28 апреля 1943 года —  Орден Красного Знамени — награждена указом Президума Верховного Совета СССР от 28 апреля 1943 года за образцовое выполнение боевых заданий командования на фронте борьбы с немецкими захватчиками и проявленные при этом доблесть и мужество.[3]
- 17 ноября 1943 года — Почетное наименование «Днепровская» — присвоено приказом Верховного Главнокомандующего от 17 ноября 1943 года за отличные боевые действия при форсировании реки Днепр.
- 10 июля 1944 года —  Орден Суворова II степени — награждена указом Президума Верховного Совета СССР от 10 июля 1944 года за успешное выполнение заданий командования в боях в немецкими захватчиками, за овладение городами: Минск, Столбцы, Городея и Несвиж и проявленные при этом доблесть и мужество.[4]
- 27 июля 1944 года —  Орден Ленина — награждена указом Президума Верховного Совета СССР от 27 июля 1944 года за образцовое выполнение заданий командования в боях в немецкими захватчиками, за овладение городом Барановичи и проявленные при этом доблесть и мужество.[5]
- 4 июня 1945 года —  Орден Кутузова II степени — награждена указом Президума Верховного Совета СССР от 4 июня 1945 года за образцовое выполнение заданий командования в боях в немецкими захватчиками при овладении городами Анклам, Фридланд, Нойбранденбург, Лихен и проявленные при этом доблесть и мужество.[6]

Награды частей дивизии:
- 685-й стрелковый Плоньский орденов Суворова[7] и Богдана Хмельницкого[8] полк (награжден орденом Богдана Хмельницкого II степени)
- 883-й стрелковый Гданьский Краснознаменный[9] орденов Суворова[10] и Кутузова[11] полк
- 895-й стрелковый Краснознаменный[8] ордена Кутузова[10] полк
- 384-й артиллерийский Плоньский орденов Суворова[7] и Кутузова[8] полк
- 50-й отдельный истребительно-противотанковый Штеттинский[12] ордена Кутузова[8] дивизион
- 4-й отдельный сапёрный ордена Кутузова[8] батальон
- 148-й отдельный ордена Александра Невского[8] батальон связи

## После войны
В 1945 году преобразована в 22-ю механизированную дивизию с сохранением боевого знамени, наград, исторического формуляра и боевой славы. В 1957 году переформирована в 36-ю танковую дивизию. В 1965 году переименована в 193-ю танковую дивизию.
В 1980-е годы 193-я танковая дивизия находилась в составе 5-й гвардейской танковой армии. В 1991 году преобразована в БХВТ.

## Полное название
193-я стрелковая Днепровская ордена Ленина, Краснознамённая, орденов Суворова и Кутузова дивизия

## Состав дивизии
- 685-й стрелковый полк
- 883-й стрелковый полк
- 895-й стрелковый полк
- 384-й артиллерийский полк
- 50-й отдельный истребительно-противотанковый дивизион
- 320-я отдельная разведывательная рота
- 4-й отдельный сапёрный батальон
- 558-й отдельный батальон связи (до 15.9.42 г.)
- 148-й отдельный батальон связи (с 24.11.44 г.)
- 48-я отдельная рота связи (с 15.9.42 г. по 15.7.43 г.)
- 148-я отдельная рота связи (с 15.7.43 г. по 24.11.44 г.)
- 74-й медико-санитарный батальон
- 161-я отдельная рота химической защиты
- 30-я автотранспортная рота
- 418-я полевая хлебопекарня
- 883-й дивизионный ветеринарный лазарет
- 1676-я полевая почтовая станция
- 1074-я полевая касса Госбанка

- управление, Бобруйск;
- 251-й танковый Краснознамённый, ордена Кутузова полк, Бобруйск (37 Т-72, 8 БМП-2, 2 БРМ-1К, 10 БТР-70);
- 262-й танковый полк, Бобруйск (31 Т-72, 8 БМП-2, 2 БРМ-1К, 2 БТР-70);
- 264-й танковый Барановичский Краснознамённый, ордена Суворова полк, Бобруйск (31 Т-72, 8 БМП-2, 2 БРМ-1К, 2 БТР-70);
- 297-й мотострелковый Плоньский орденов Суворова и Богдана Хмельницкого полк, Бобруйск (9 Т-72, 4 БМП-2, 2 БРМ-1К, 2 БТР-70);
- 852-й самоходно-артиллерийский полк, Бобруйск (12 БМ-21 «Град»);
- 929-й зенитный ракетный полк, Бобруйск;
- 52-й отдельный разведывательный батальон, Бобруйск (10 БМП-2, 7 БРМ-1К, 6 БТР-70);
- 831-й отдельный батальон связи, Бобруйск;
- 4-й отдельный инженерно-сапёрный батальон;
- 1023-й отдельный батальон материального обеспечения;
- 103-й отдельный ремонтно-восстановительный батальон;
- Итого: 108 танков, 53 БМП (38 БМП-2, 15 БРМ-1К, 23 БТР-70, 12 РСЗО Град[15].

## Командование

### Командиры
- Смехотворов, Фёдор Никандрович (05.01.1942 — 18.03.1943), генерал-майор
- Жабрев, Фёдор Никитич (19.03.1943 — 26.08.1943), полковник, с 01.09.1943 генерал-майор
- Фроленков, Андрей Григорьевич — (28.08.1943 — 20.03.1945), полковник, с 22.02.1944 генерал-майор
- Алимов, Павел Мартемьянович — (23.03.1945 — 27.03.1945), полковник
- Скоробогаткин, Константин Фёдорович — (28.03.1945 — 11.05.1945), генерал-майор

### Заместители командира
- Крымский, Николай Алексеевич (24.01.1943 — ??.07.1943), полковник

## Герои Советского Союза 193-й стрелковой дивизии
| - Акуционок, Пётр Антонович - Андрейко, Николай Матвеевич - Банников, Борис Фёдорович - Безценный, Виктор Николаевич - Белый, Андрей Анисимович - Беляев, Иван Потапович - Брюханов, Алексей Иванович - Будилин, Иван Михайлович - Бычков, Николай Васильевич - Вислевский, Фёдор Павлович - Воинов, Михаил Львович - Волков, Евдоким Денисович - Гнусарев, Александр Яковлевич - Гордиенко, Иван Максимович - Давыдов, Фёдор Николаевич - Джумабаев, Ташмамат - Дьячков, Алексей Фёдорович - Зайцев, Иван Петрович - Ильгачев, Иван Васильевич | - Карачаров, Иван Николаевич - Климович, Сергей Иванович - Косяк, Иван Романович - Кравцов, Ефим Егорович - Красильников, Иван Павлович - Лапин, Роман Никифорович - Лапшин, Алексей Степанович - Лимонь, Николай Фёдорович - Лисин, Иван Павлович - Лумпов, Григорий Алексеевич - Матасов, Василий Васильевич - Меньщиков, Афанасий Емельянович - Мордасов, Иван Андреевич - Мясоедов, Григорий Павлович - Нестеров, Владимир Фёдорович - Нестерович, Павел Владимирович - Никонов, Андрей Григорьевич - Новиков, Александр Васильевич | - Новиков, Николай Степанович - Паникаха, Михаил Аверьянович - Радаев, Иван Александрович - Самусев, Андрей Фёдорович - Сечкин, Николай Иванович - Ситников, Василий Егорович - Сластин, Василий Никонович - Спирин, Андрей Фёдорович - Спицин, Иван Яковлевич - Таранцев, Пётр Тимофеевич - Тявкин, Николай Николаевич - Фроленков, Андрей Григорьевич - Хабиев, Вильдан Саидович - Харламов, Михаил Иванович - Цымбал, Иван Васильевич - Чекиров, Кузьма Емельянович - Шенцов, Николай Степанович - Шерстобитов, Николай Трофимович - Эргашев, Шариф |